# 手をつないだら
「手をつないだら」は、風味堂の7枚目のシングル。2007年6月6日発売。発売元はビクターエンタテインメント。

## 解説
シングルとしては、前作「愛してる」以来、1年ぶりのシングル。「カラダとカラダ」、「サヨナラの向こう側」の3部作で風味堂の新スタートを切るキッカケとして風味堂恋空3部作として恋の模様を描く作品となっている。
通常版には「恋空君ステッカー」「着うたプレゼント」、初回版にはそれに加えPVとオリジナルドラマを収録したDVDが封入されている。

## 収録曲
1. 手をつないだら
プロデュースは山本隆二。風味堂としてはシングルで初めてプロデューサーを迎えた曲。彼らの曲としては珍しくキーボードが入っている。
2. Good morning